# This Is Berkeley, Not West Bay
This Is Berkeley, Not West Bay — семидюймовая пластинка, выпущенная в 1994 году лейблом Zafio Records. Включает в себя композиции AFI, Screw 32, Dead and Gone и Black Fork. Первое издание на чёрном виниле ограничено всего до 2000 экземпляров: 1000 сделано в 1994 году, столько же в 1995-м.

## История создания
Название и дизайн мини-альбома скопированы с компиляции This Is Boston, Not L.A.. Одному из создателей Zafio Records, Джессу Ласциусу, она настолько понравилась, что он решил выразить ей почтение через эту пластинку с четырьмя лучшими молодыми калифорнийскими панк-рок-группами того времени. Она же была близка к первым официальным релизам каждой из этих групп. К слову, все они добивались популярности на сцене 924 Gilman Street в Беркли, Калифорния.
Пластинка была переиздана в 2011 году тиражом в 1000 экземпляров на белом виниле. Каждая копия пронумерована вручную и содержит бесплатные mp3 версии каждой песни; звук был улучшен Джорджем Хорном из Fantasy Studios.

## Список композиций
- Сторона А

1. Black Fork — «People’s Parking Lot»
2. Dead and Gone — «Desperate»

- Сторона B

1. AFI — «Love Is a Many Splendored Thing»
2. Screw 32 — «Bandwagon»

В песне AFI «Love Is a Many Splendored Thing» также участвует Тим Армстронг из Rancid. Позже она была перезаписана для альбома Very Proud of Ya, однако появилась только на виниле.